# 文如
文如（もんにょ）は、江戸時代中期の浄土真宗の僧。浄土真宗本願寺派第18世宗主。西本願寺住職。諱は光暉。院号は信入院。法印大僧正。父は第17世法如。九条尚実の猶子。室は二条宗基の息女・五千。第19世本如は次男。河内国顕証寺住職文淳は三男。弟は顕証寺闡教。

## 生涯
本願寺17世法如の長男として生まれる。宝暦3年（1753年）2月、11歳で九条尚実の猶子となり得度。父である法如の宗務をたすけ、29人の弟妹を有力貴族と通婚させるなど本願寺の姻戚関係を盤石なものとした。明和7年（1770年）右大臣二条宗基の息女五千と結婚。
父が長命であったことから長く新門跡として過ごしたが、後述する茶道をはじめ、「悠々子」の雅号で詩歌、書、聲明などにも才覚を見せた。継職は46歳の時で、その後10年で命終したため宗主としては比較的短命であった。妹を嫁がせるなどして悪化していた興正寺との関係修復に苦心したほか、いわゆる三業惑乱をめぐる宗派内の混乱の対処に追われ、寛政11年（1799年）6月14日に解決を見ぬまま事件の最中に示寂した。享年56。本如が第19世となる。

## 茶道
文如は新門時代より学芸に親しみ、とりわけ茶道を嗜みとしていた。かねてから茶道の薮内流薮内家と本願寺の関係は親しいものだったが、文如は薮内宗堅に直々に入門し、茶の湯を学び、薮内流の免許皆伝を認許されるまでになっている。
現存する国宝飛雲閣には文如がつくらせた薮内流の茶室「憶昔亭」がある。今日においても薮内流茶道は本願寺御用達として親しまれている。